# Ferenc Hegedűs (Fechter)
Ferenc Hegedűs (* 14. September 1959 in Tarján) ist ein ehemaliger ungarischer Degenfechter.

## Erfolge
Ferenc Hegedűs nahm an zwei Olympischen Spielen teil: 1988 wurde er in Seoul mit der Mannschaft Sechster. Bei den Olympischen Spielen 1992 in Barcelona schloss er die Einzelkonkurrenz auf dem 42. Platz ab. Im Mannschaftswettbewerb erreichte er das Finale, das die ungarische Equipe gegen Deutschland mit 4:8 verlor. Hegedűs erhielt so gemeinsam mit Iván Kovács, Krisztián Kulcsár, Gábor Totola und Ernő Kolczonay die Silbermedaille.